# 八尾市立南高安小学校
八尾市立南高安小学校（やおしりつ みなみたかやす しょうがっこう）は、大阪府八尾市にある公立小学校。

## 概要
旧国道170号線（東高野街道）をはさんで東校舎と西校舎があり、両側を結ぶ歩道橋がある。西側・東側それぞれにグラウンドがある。
現状は、各学年の教室や職員室は東校舎にあるので、西校舎には特別教室しかない。ほとんどの教室に有線LANが配線されている。
東校舎には八尾市立南高安幼稚園が隣接されている。
地元の人達からは、「南高（なんたか）」と呼ばれている。

## 沿革
明治時代初期に設立された堺県第二十番教興寺小学校（教興寺村、町村制施行で南高安村）が学校の起源となっている。教興寺小学校はその後堺県第百四十二番恩智小学校（恩智村、町村制施行で南高安村）を分離したが、2校が1893年（明治26年）に再統合して南高安小学校となった。
- 1872年 - 堺県河内国第三大学区十八中学区第二十番教興寺小学校が創立。
- 1874年 - 堺県第百四十二番恩智小学校が創立（教興寺小学校より分離）。
- 1893年 - 教興寺・恩智の両校が合併。高安郡南高安尋常小学校となる。
- 1896年 - 郡の合併により、中河内郡南高安尋常小学校と称する。
- 1910年 - 高等科を併設。中河内郡南高安尋常高等小学校に改称。
- 1922年 - 現在地に移転。
- 1941年4月1日 - 国民学校令により、中河内郡南高安国民学校に改称。
- 1947年4月1日 - 学制改革により、南高安村立南高安小学校に改称。
- 1953年4月1日 - 町制施行により、南高安町立南高安小学校に改称。
- 1955年4月3日 - 八尾市への編入に伴い、八尾市立南高安小学校に改称。
- 1960年5月 - 学校給食を開始。
- 1970年 - 八尾市教育委員会より、同和教育の研究校に指定される。

## 通学区域
- 八尾市 教興寺・大字教興寺、垣内・大字垣内、黒谷1丁目 - 5丁目（2丁目の一部を除く）、大字黒谷（一部）、神宮寺3丁目 - 5丁目、大字神宮寺、恩智南町1丁目（一部）、恩智南町2丁目 - 5丁目、恩智中町1丁目（一部）、恩智中町2丁目 - 5丁目。

卒業生は基本的に八尾市立南高安中学校に進学する。

## 交通
- 近鉄大阪線 恩智駅

## 主な出身者
- 上井喜彦 - 経済学者[1]
- 山下勝充 - 元プロ野球選手
- 木下博之 - 元プロバスケットボール選手